# Зайцев Вадим Юрійович
Вадим Юрійович Зайцев (нар. 16 липня 1964, Дніпропетровськ) — білоруський військовий та державний діяч, голова Комітету державної безпеки Республіки Білорусь (2008—2012), генерал-лейтенант (2009).

## Біографія
Народився 16 липня 1964 року в Дніпропетровську Дніпропетровської області (за іншими даними — в Житомирській області) Української РСР у сім'ї військовослужбовця. В 1986 року закінчив Московське вище прикордонне командне училище КДБ СРСР, до 1994 року служив заступником начальника, начальником прикордонної застави.
У 1997 році закінчив Академію Федеральної прикордонної служби Росії. Працював в управлінні охорони державного кордону штабу Державного комітету прикордонних військ Білорусії (1997—1998). У 1998—2002 роках — заступник начальника загону — начальник штабу, потім начальник Пінського прикордонного загону.
З 2004 року, після закінчення Військової академії Генштабу Збройних сил РФ, працював у Державному комітеті прикордонних військ Білорусії: з липня 2005 — заступник голови ДКПВ — начальник головного управління, з квітня 2007 — перший заступник голови ДКПВ — Начальник штабу, з вересня 2007 — перший заступник голови ЦПК — начальник головного оперативного управління.
15 липня 2008 року призначений Головою КДБ Республіки Білорусь. 2 липня 2009 року присвоєно військове звання генерал-лейтенанта.
9 листопада 2012 року у зв'язку з розслідуванням вбивства співробітника КДБ Олександра Казака усунуто з посади із зарахуванням у розпорядження голови КДБ. Основною причиною відставки Вадима Зайцева з посади голови КДБ стала нездорова морально-психологічна обстановка, що склалася в окремих підрозділах Комітету держбезпеки.
З червня 2013 року — генеральний директор СТОВ «Космос ТВ».
У січні 2021 року була опублікована його розмова з двома людьми від 11 квітня 2012 року, де йшлося серед іншого і про організацію вбивств письменника Олега Алкаєва, полковника Володимира Бородача, журналіста Павла Шеремета. Останнього збиралися вбити шляхом вибуху бомби, що було здійснено в Києві в 2016 році.
Експертиза підтвердила справжність голосу Вадима Зайцева з розмови 11 квітня 2012 року в ЧК РБ.

## Санкції ЄС
У 2011 році, після проведення президентських виборів у Білорусі 2010 року, які Європейським союзом були визнані недемократичними, а також силового розгону акції протесту в Мінську 19 грудня 2010 року, був включений до списку білоруських чиновників, відповідальних за політичні репресії, підтасовування результатів голосування та пропаганду.
У 2012 році Рада Європейського Союзу визнала Вадима Зайцева відповідальним за перетворення КДБ на головний орган репресій громадянського суспільства та демократичної оппозиції; за розповсюдження через засоби масової інформації неправдивої інформації про демонстрантів 19 грудня 2010 року, стверджуючи, що вони привезли матеріали для використання як зброю; за те, що він особисто загрожував життю та здоров'ю дружині та дитині колишнього кандидата в президенти Андрія Саннікова; за те, що він є основним ініціатором наказів про незаконне переслідування демократичної опозиції, катування політичних опонентів та жорстоке поводження з ув'язненими.